# The Daily Courant
The Daily Courant erschien erstmals 1702 und war die erste britische Tageszeitung. Produziert wurde sie von Elizabeth Mallet, einer englischen Druckerin und Buchhändlerin, in ihren Räumlichkeiten neben der King’s Arms Taverne an der Fleet Street in London. Die Zeitung bestand aus einer einzigen Seite, auf deren Rückseite Anzeigen abgedruckt waren. Mallet betonte, dass sie beabsichtigte, ausschließlich ausländische Nachrichten zu veröffentlichen und keine eigenen Kommentare beizufügen, da sie davon ausging, dass ihre Leser „genug Verstand“ hätten, um ihre eigenen Überlegungen anzustellen.
Der Begriff „Courant“ stammt aus dem schottischen Dialekt der englischen Sprache und bezeichnet eine Zeitung oder einen Newsletter.
Nach nur vierzig Tagen verkaufte Mallet The Daily Courant an Samuel Buckley, der die Zeitung in ein Gebäude im Londoner Stadtteil Little Britain verlegte, das unter dem „Zeichen eines Delphins“ stand. Buckley wurde später der Verleger von The Spectator. The Daily Courant erschien bis 1735, als sie mit dem Daily Gazetteer zusammengelegt wurde.

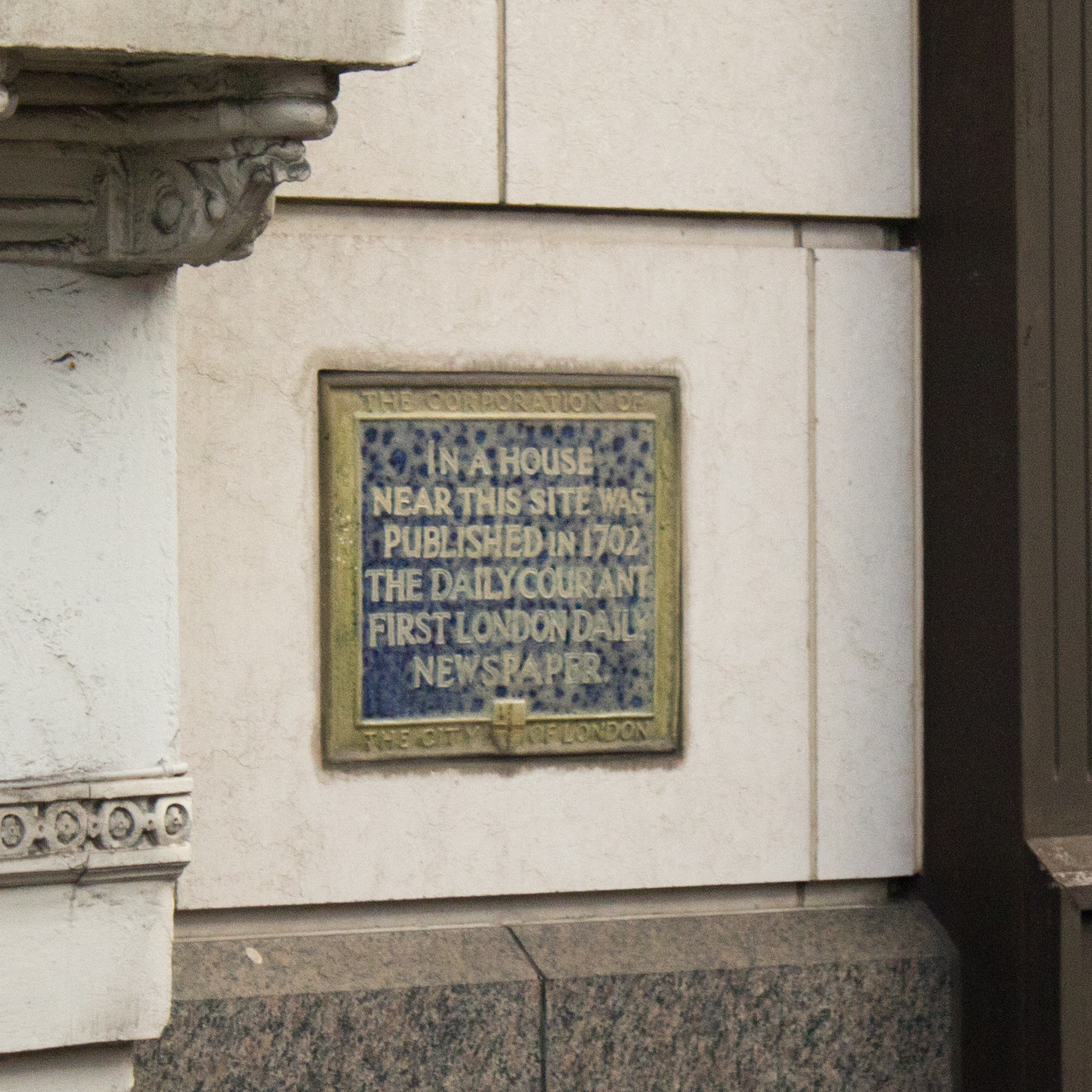
Eine Markierung in London, in der Nähe des Ortes, an dem The Daily Courant erstmals veröffentlicht wurde